# Sofía Casanova
Sofía Pérez Eguía y Casanova de Lutoslawski, conhecida como Sofía Casanova, (Corunha, Espanha 30 de setembro de 1861 - Poznan, Polónia, 16 de janeiro de 1958), foi uma actriz de teatro, poetisa, novelista e jornalista galega.
Durante a sua mocidade dedicou-se à interpretação, chegando a integrar o Teatro Espanhol e o Teatro de la Zarzuela como actriz profissional e frequentou os círculos literários de Madrid, onde se iniciou na poesia. Após se casar com o diplomata e intelectual polaco Wincenty Lutosławski viveu em Moscovo, Londres e em Poznan, fixando-se temporariamente em Madrid ou em Mera, Oleiros, na Corunha.
Escreveu poesia, romances, peças de teatro e traduziu diversas obras de língua polaca e russa para o castelhano, chegando a ser nomeada como candidata ao Prémio Nobel de Literatura em 1926.
Mais conhecida pelas suas crónicas e artigos jornalísticos, foi a primeira correspondente espanhola com um cargo permanente num periódico diário no estrangeiro e a segunda mulher espanhola correspondente de guerra, tendo vivido em primeira mão duas guerras mundiais e a queda do czarismo russo.
Entre 1885 e 1938 realizou mais de de trinta viagens pela Europa, foi membro correspondente desde a fundação da Real Academia Galega e trabalhou para o periódico ABC, colaborando com várias publicações para os jornais El Ideal Gallego, Revista Gallega, Galiza Moderna, El Eco de Galiza e Ilustración Gallega. Ficou sobretudo conhecida em Espanha pela sua entrevista a Lev Trotski e pela sua crónica sobre a morte de Grigori Rasputin.

## Biografia

### Nascimento e família

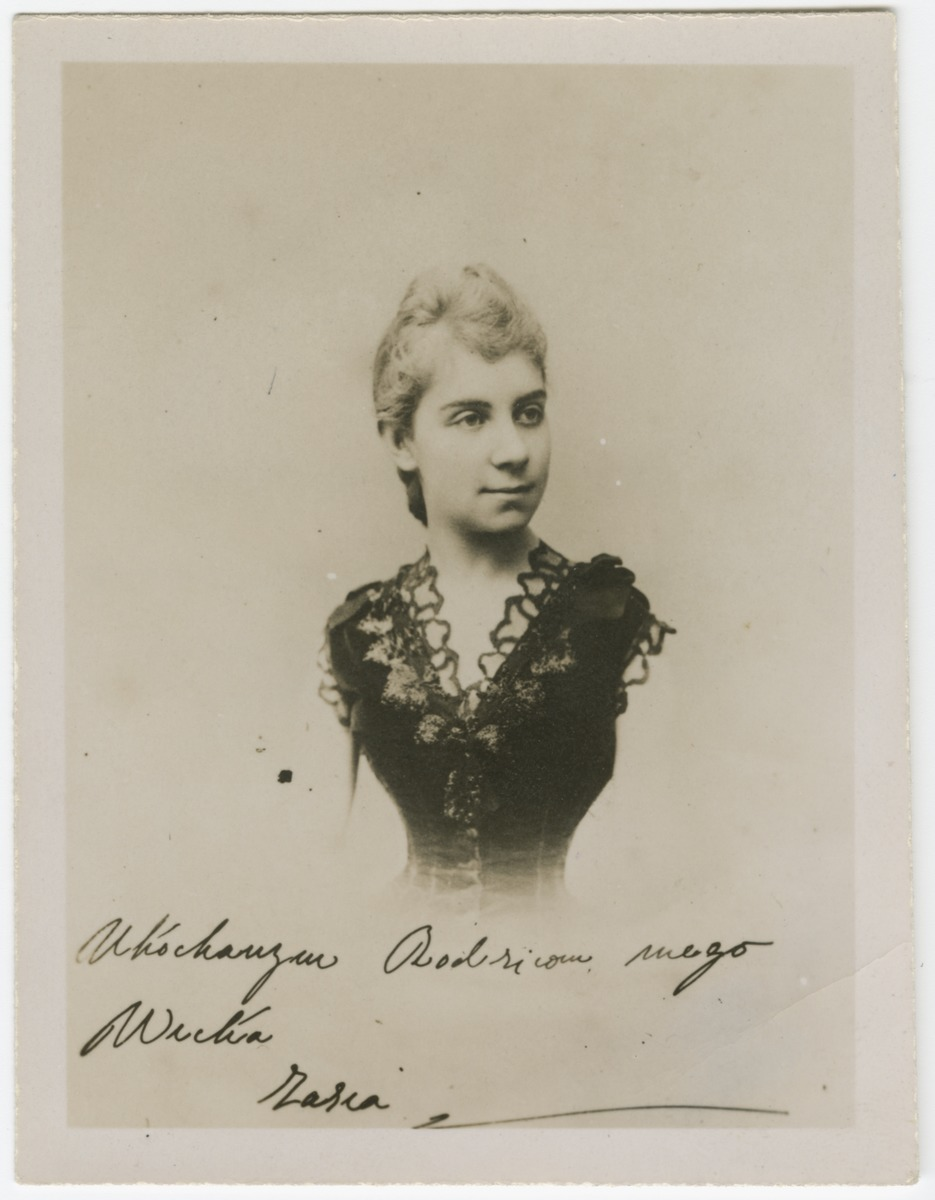
Retrato de Sofía Casanova

Sofía Guadalupe Pérez Casanova nasceu a 30 de setembro de 1861, na Corunha, sendo filha de Vicente Pérez Eguía, natural de Refoxos, Cortegada, e de Rosa Casanova Estomper, natural de Nova Orleães, estado de Luisiana, Estados Unidos, ambos descendentes de famílias galegas e madrilenas. Apesar de os seus pais viverem juntos, como não eram casados, Sofía não foi registada na certidão de nascimento com o nome do seu pai, recebendo o apelido Pérez somente quando estes se casaram na igreja de São Jorge da Corunha, a 8 de janeiro de 1863.
Poucos anos depois, em 1865, o pai de Sofía embarcou no navio Esperanza para a América, vindo a naufragar poucos dias depois. Segundo os historiadores, Vicente Pérez Eguía não figurava no manifesto ou lista de passageiros do navio, tendo embarcado ilegalmente ou com um nome falso, por à época se encontrar foragido das autoridades espanholas pelo crime de venda e impressão de bilhetes falsos da lotaria nacional.
O abandono e consequente desaparecimento do seu pai, afectou drasticamente a situação económica da família, obrigando a sua mãe a procurar uma nova vida em Madrid, onde foram acolhidas pelos avós maternos que mantinham muito boas relações com a corte da Restauração. Esta proximidade com a elite intelectual permitiu a Sofía e aos seus irmãos integrar os círculos mais restritos da nobreza e da alta burguesia espanhola, beneficiando na sua educação e formação académica, nomeadamente quando ingressaram no Conservatório de Música e Declamação de Madrid.

### Carreira no teatro
Em Madrid, Sofía começou a interpretar pequenos papéis em várias peças de teatro, a maioria de cariz benemérito, tornando-se mais tarde numa actriz profissional. Entre 1878 e 1880 fez parte do Teatro Espanhol e entre 1880 e 1881 do Teatro de la Zarzuela. Apesar de ter usufruído de algum sucesso, posteriormente quando se casou, devido à reputação que era associada às mulheres no teatro naquela época, Sofía tentou ocultar essa sua faceta artística, focando-se na escrita.

### Casamento

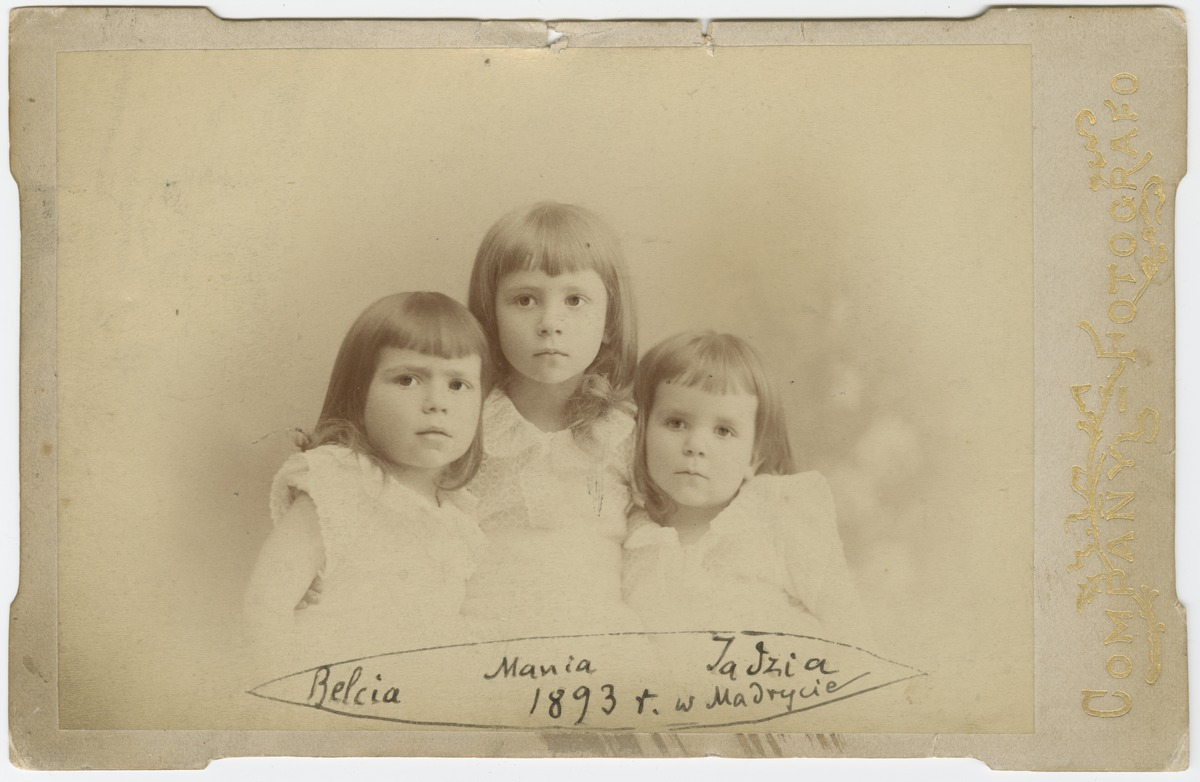
Retrato de três das filhas de Sofía Casanova e Wincenty Lutosławski

Iniciou-se então na poesia através dos círculos literários de Madrid, criados em torno de figuras como o Marquês de Valmar ou Ramón de Campoamor. Este último converteu-se numa espécie de mentor para Sofía e apresentou-lhe o seu futuro marido Wincenty Lutosławski, filósofo, escritor e diplomata polaco, tio do compositor Witold Lutosławski, quando esta tinha 23 anos de idade. Fruto desse encontro, Sofía rompeu a relação que tinha com o poeta Salvador Rueda e casou com Lutoslawski em 1887.
Após se casar, Sofía Casanova mudou-se para a casa da família do seu marido em Drozdowo, perto de Poznań, actualmente convertida em museu desde 1984, acompanhando-o por diversas ocasiões nas suas viagens diplomáticas pelas principais cidades da Europa. Em 1888, o casal mudou-se para Moscovo e pouco tempo depois para Londres, passando algumas temporadas em Espanha, nomeadamente em Mera, Oleiros, regressando finalmente à Polónia em 1894.
Segundo a investigadora Luisa Monsetny, inspirado no poema Dziady de Adam Mickiewicz, Lutoslawski acreditava que fruto do seu casamento com uma estrangeira nasceria o futuro salvador da Polónia, contudo, apesar das suas crenças, o casal teve quatro filhas e nenhum filho varão, gerando grandes crispações entre o casal. As diferenças de ideologias contribuíram para o fim do casamento de Sofía Casanova e Wincenty Lutoslawski, nomeadamente quando a condição de saúde da sua filha Yadwiga foi agravada pela decisão de Lutoslawski de não submetê-la a nenhum tratamento médico, acreditando que o próprio a curaria milagrosamente.

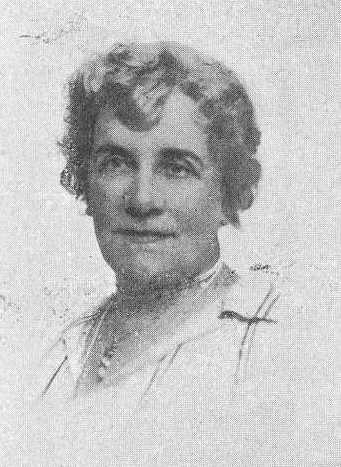
Retrato de Sofía Casanova em Vida Gallega, 1933.

Após a morte da sua filha em 1895, Sofía entrou numa profunda depressão, e, em 1907, separou-se do seu marido, viajando para Madrid onde passou a residir até 1914.

### Colaborações na imprensa espanhola
No ano de 1896, enquanto a família se fixou temporariamente em Mera, Oleiros, Sofía Casanova começou a conviver com as escritoras galegas Fanny Garrido, Filomena Dato e Emilia Pardo Bazán, assim como a escrever para vários periódicos da Galiza, nomeadamente para a Revista Gallega, Galicia Moderna, El Eco de Galicia e Ilustración Gallega.
Anos mais tarde, quando regressou em 1907 a Madrid, começou também a colaborar com várias publicações periódicas para os jornais El Imparcial, La España Artística e El Liberal, cultivou várias amizades com a elite intelectual espanhola e tornou-se membro, juntamente com a escritora e pintora Blanca de los Río, da Academia de Poesia Espanhola.

### Primeira Guerra Mundial
De regresso à Polónia, em 1914, após poucos meses, Sofía foi obrigada a deixar Varsóvia com o eclodir da Primeira Guerra Mundial, viajando para Moscovo e depois São Petersburgo, onde testemunhou a revolução russa de 1917. Com o fim da guerra, retornou a Poznan em setembro de 1918, onde continuou a trabalhar como correspondente do jornal ABC na Polónia até 1944, publicando mais de 850 crónicas.

### Falecimento
A 16 de janeiro de 1958, Sofía Casanova faleceu aos 96 anos na Polónia, sem voltar à Galiza como era seu desejo. Encontra-se sepultada junto da sua amiga e cuidadora Josefa López (Pepiña) no cemitério de Poznan. A última das suas crónicas, escrita em dezembro de 1957, foi publicada a título póstumo no suplemento Blanco y Preto de 1 de fevereiro de 1958.

## Obras
Considerada como uma das jornalistas espanholas mais importantes do século XX, a carreira literária de Sofía Casanova abrangiu um amplo volume de obras de vários géneros: poesia, conto, teatro, romance e crónica jornalística.
O seu primeiro livro, Poesías foi publicado em 1886.
No género teatral, apesar de ter desempenhado vários papéis, apenas escreveu uma obra de comédia, intitulada La madeja, cuja estreia realizou-se em 1913 no Teatro Real.
Como tradutora, de polaco e russo para castelhano, realizou as primeiras traduções das obras de Henryk Sienkiewicz, seguindo-se a obra Nigilistka de Sofia Vasilevsna Kovalevskaia, entre outras.
- Poesías, Madrid, 1886 (poesia)
- La Ventura (ensaio de romance), primeiro relato longo da autora publicado em fascículos na revista La Moda Elegante entre 30 de maio e 14 de setembro de 1890 (romance em fascículos)
- El doctor Wolski: páginas de Polonia y Rusia, Madrid, Imp. dele Suc. de J. Cruzado a cargo de Felipe Marqués, 1894
- Fugaces, Biblioteca Gallega, 1898[18][19]
- El cancionero de la dicha (poesia)
- Princesa del amor hermoso. Madrid, Impr. Artística Española, 1909 (conto semanal, Ano 3, nº 156), ilustrado por Castelao[20][21][22]
- La mujer española en el extranjero: conferencia. Madrid, 1910
- El pecado. Madrid, Imp. de Alrededor del Mundo / Libr. de los Suc. de Hernando, 1911
- Exóticas. Madrid, Suc. de Hernando, 1913
- La madeja. Madrid, Imp. de “Alrededor del mundo”, 1913 (peça de teatro)
- El crimen de Beira-Mar. Madrid, Oficinas de Ediciones Españolas, 1914 (El libro popular, Ano 3, nº 8)
- De la guerra: crónicas de Polonia y Rusia. Primera serie, Madrid, Renacimiento, 1916
- De la Revolución russa en 1917. Madrid, Renacimiento, 1917
- Sobre el Volga helado. Madrid, Prensa Popular, 1919 (novela curta, Ano 4, nº 196)
- Triunfo de amor. Madrid, Prensa Popular, 1919 (novela curta, Ano 4, nº 186)
- El doctor Wolski. Madrid, Imprensa Popular, 1920 (novela curta, Ano 5, nº 255)
- Lo eterno. Madrid, Imprensa Popular, 1920 (novela curta, Ano 5, nº 218)
- Viajes y aventuras de una muñeca española en Rusia. Burgos, Hijos de Santiago Rodríguez, 1920
- La revolución bolchevista: (diario de un testigo). Madrid, Biblioteca Nueva, 1920
- Episodio de guerra. Madrid, Imprensa Popular, 1921 (novela curta, Ano 6, nº 299)
- Princesa russa. Madrid, Publicaciones Prensa Gráfica, 1922 (romance semanal, Ano 2, nº 55)
- Valor y miedo. Madrid, Prensa Popular, 1922 (novela curta, Ano 7, nº 348)
- Kola el bandido. Madrid, Publicaciones Prensa Gráfica, 1923 (romance em fascículos semanais, Ano 3, nº 101)
- En la corte de los zares. Madrid, Libr. y Edit. Madrid, 1924 (obra completa)
- El doctor Wolski. Madrid, Libr. y Edit. Madrid, 1925 (obra completa)
- El dolor de reinar. Madrid, Publicaciones Prensa Gráfica, 1925 (romance em fascículos semanais, Ano 5, nº 213)
- El pecado. Madrid, Libr. y Edit. Madrid, 1926 (obra completa)
- Amores y confidencias: de Rusia, Madrid, Libr. y Edit. Madrid, 1927
- En la corte de los zares (del principio y del fin del imperio). Madrid, Biblioteca Rubén Darío, 1929 (obra completa)
- El pecado. Madrid, Dédalo, 193-? (romance e contos)
- Como en la vida. Madrid, Aguilar, 1931
- Idilio epistolar. Madrid, Aguilar, 1931
- Las catacumbas de Rusia roja, Madrid, Espasa Calpe, 1933
- Princesa del amor hermoso. Em: Novelas breves de escritoras españolas, 1900-1936. Edición de Ángeles Ena Bordonada. Madrid, Castalia / Instituto de la Mujer, 1990
- El martirio de Polonia, 2.ª ed. Madrid, Atlas, 1945 (com Miguel Branicki)
- Como en la vida. Madrid, 1947 (romance e contos, Ano 19, nº 951)

## Ideologia política e controvérsia
Fruto de um longo trabalho e pesquisa de recuperação de personalidades importantes e marcantes da Galiza, realizado essencialmente a partir do último governo de Manuel Fraga, várias personalidades foram homenageadas e trazidas de volta à ribalta após várias décadas de esquecimento, tal como Sofía Casanova. No entanto, esses mesmos esforços também foram duramente criticados por incidirem apenas numa visão parcial da história dessas personalidades, não se falando abertamente sobre outras questões mais complexas, tais como as suas ideologias políticas, como no caso da escritora e correspondente galega.
Católica e de valores conservadores, inicialmente Sofía Casanova escreveu sobre a Revolução de Outubro de forma expectante pelas mudanças que a queda do regime poderiam gerar na Polónia, contudo com a ascensão do regime comunista no país, a sua postura tornou-se claramente anticomunista.
Anos mais tarde, durante a Segunda Guerra Mundial, através da sua influência, ajudou vários amigos e conhecidos de fé judaica a fugir da perseguição religiosa e dos campos de concentração, contudo este acto gerou nos últimos anos bastante discussão por parte dos historiadores, não sendo claro se as suas acções foram fruto do altruísmo da mesma ou se eram realizados mediante uma compensação económica.
Durante a ditadura franquista em Espanha, muitos dos seus textos foram utilizados como meio de propaganda para o regime, tendo inclusive a própria, tal como muitos outros outros intelectuais do seu tempo, expressado publicamente o seu apoio a Franco e até simpatia pelos regimes de Adolf Hitler e Benito Mussolini.

## Reconhecimento e legado
Sofía Casanova foi membro correspondente da Real Academia Galega desde o início da instituição, sendo nomeada por unanimidade com o título de académico de honra em 1952.
Foi nomeada "filha adoptiva" da cidade de Ourense em março de 1914.
Em maio de 1919 o embaixador de Espanha na Rússia solicitou ao governo espanhol que fosse entregue a Cruz de Beneficência a Sofía Casanova pelas suas acções de auxílio aos feridos nos hospitais russos.
Em 1925 foi-lhe concedida a Grã Cruz de Afonso XII por mérito civil.
Em 1926 figurou entre os nomeados ao Nobel de Literatura. A sua candidatura foi assinada por Antonio Maura, seguido de Jacinto Benavente e outros quatro membros da Real Academia Espanhola. Nesse ano o prémio foi atribuído à escritora italiana Grazia Deledda.
Na Galiza, o seu nome foi atribuído a dois centros de ensino, um em Ferrol e outro em Culleredo. Diversas cidades galegas têm na sua toponímia o nome da escritora.
Em 2011 estreou o documentário biográfico dirigido por Marcos Gallego e escrito em colaboração com Gonzalo G. Velasco, sob o título A maleta de Sofía (A mala de Sofia).
O Instituto Polaco de Cultura realizou no dia 7 de novembro de 2013 uma homenagem à escritora galega em Madrid, durante a qual se projectou o documentário de Marcos Gallego La otra Galiza.
O primeiro romance da escritora Inés Martín Rodrigo, Azules son las horas (Azuis são as horas), é inspirado na vida de Sofía Casanova.

## Lista de referências
1. ↑  Hooper, Kirsty (2008). A Stranger in My Own Land: Sofía Casanova, a Spanish Writer in the European Fin de Siècle (em inglês). [S.l.]: Vanderbilt University Press
2. ↑  Pérez, Janet; Ihrie, Maureen; Pérez, Janet W. (2002). The Feminist Encyclopedia of Spanish Literature: N-Z (em inglês). [S.l.]: Greenwood Publishing Group
3. ↑  «Persona - Casanova, Sofía (1861-1958)»
4. ↑  Alayeto, Ofelia (1992). Sofía Casanova (1861-1958): Spanish Poet, Journalist, and Author (em inglês). [S.l.]: Scripta Humanistica
5. ↑  Copia literal da fe de bautismo de Sofía Casanova. Libro de bautizados número 25 (anos 1860-1863) da parroquia de San Xurxo da cidade da Coruña, folio 259 e volta. Arquivo Histórico diocesano. Santiago de Compostela.
6. ↑  Bugallal y Marchesi, José Luís (1958). «Sofía Casanova: Un siglo de glorias y dolores». Boletín da Real Academia Galega: 141-172. ISSN 1576-8767
7. ↑  Segundo consta nunha anotación á marxe da copia literal da fe de bautismo de Sofía Casanova. Libro de bautizados número 25 (anos 1860-1863) da parroquia de San Xurxo da cidade da Coruña, folio 259 e volta. Arquivo Histórico diocesano. Santiago de Compostela.
8. ↑  Partida de matrimonio (1863). Libro rexistro de matrimonios da cidade da Coruña. Matrimonio nº 1. Arquivo Histórico Municipal da Coruña
9. ↑  Vídeo A Maleta de Sofía (VO). 2013
10. ↑  FILMS, ABA (20 de dezembro de 2013), A MALETA DE SOFIA (VO) / LA MALETA DE SOFIA (VOS)  | Vimeo On Demand
11. ↑  Martínez Martínez, Rosario (2015). «Emilia Pardo Bazán y Sofía Casanova, cronistas de la Gran Guerra» (PDF). La Tribuna. Cadernos de Estudos da Casa-Museo Emilia Pardo Bazán: 51-92. ISSN 1697-0810
12. ↑  Martínez Martínez, Mª Rosario (2016). «La Ventura (Ensayo de novela), una obra desconocida de Sofía Casanova». Nalgures. XII: 391-425. ISSN 1885-6349
13. ↑  Acuña, Xosé Luís (2014). «O brazo ergueito de Sofía Casanova» (em galego)
14. ↑  «Blanco y Negro (Madrid) - 01/02/1958, p. 28 - ABC.es Hemeroteca». 1958. pp. 27–28
15. ↑  «datos.bne.es» (em espanhol)
16. ↑  «La novela de ahora [Anuncio de ¿Quo Vadis?]». 1908
17. ↑  Hooper, Kirsty (2009). «Sofia Casanova (1861-1958)». Arquivado do original em 2009
18. ↑  «Sofía Casanova como poeta, una humilde obrera del pensamiento» (em espanhol). 2011
19. ↑  «Fugaces, de Sofía Casanova. Reeditada por Torremozas. - Estandarte» (em espanhol)
20. ↑  «La escritora gallega Sofía Casanova, la gran desconocida» (em espanhol)
21. ↑  «Princesa del amor hermoso» (em espanhol)
22. ↑  «www.museo.depo.es - Museo de Pontevedra. Personajes Del Museo»
23. ↑  Rosario, Martínez Martínez (1999). Sofía Casanova: mito y literatura. [Santiago de Compostela]: [s.n.] pp. 339–340. ISBN 9788445323977. OCLC 41135729
24. ↑  “Creo en el caudillo como se cree en un ser superior, y la suerte de España guiada por él será la más grande y más fecunda de nuestra historia." Sofía Casanova, citado en: Turrión, María José. Sofía Casanova, una reportera en la Gran Guerra. Blogs Cultura de El País, 23 de  xaneiro de  2014. Consultado o 9 de febreiro de 2019.
25. ↑  «O brazo ergueito de Sofía Casanova». BiosBardia (em galego). 3 de dezembro de 2014
26. ↑  Diario, Nós. «É lexítimo homenaxear á "franquista" Sofía Casanova?». Nós Diario (em galego)
27. ↑  Ochoa Crespo, Pedro (2015). Género e identidad sexual como discurso: Sofía Casanova y la Primera Guerra Mundial (Tese de doutoramento) (em espanhol)
28. ↑  Outeiriño, Maribel. «Hace 100 años...Gran Cruz de Beneficiencia para Sofía Casanova» (em espanhol). Consultado em 16 de dezembro de 2018
29. ↑  «Apuntes noticieros». 1925
30. ↑  «Nomination Database»
31. ↑  Homenaxe a Sofía Casanova en Madrid (rtvg). 2013
32. ↑  «Homenaje a Sofía Casanova, escritora y periodista española / Instituto Polaco de Cultura»
33. ↑  Mauleon, Amaia (2016). «La vida de novela de Sofía Casanova» (em espanhol)
34. ↑  Martín Rodrigo, Inés (2016). Azules son las horas. Barcelona: [s.n.] ISBN 9788467046724. OCLC 936372723